# Loxandrus pactinullus
Loxandrus pactinullus är en skalbaggsart som beskrevs av Allen. Loxandrus pactinullus ingår i släktet Loxandrus och familjen jordlöpare. Inga underarter finns listade i Catalogue of Life.